# Японія тоне
«Загибель дракона» (яп. 日本沈没, Ніхон тімбоцу, «Японія тоне» або «Затоплення Японії») — науково-фантастичний роман японського письменника Сакьо Комацу, опублікований в 1973 році. На його написання в Комацу пішло 9 років. В романі описується катастрофічна історія занурення Японії під воду через вулканічну активність в районі Японського архіпелагу. Цей твір Комацу отримав нагороду японської асоціації письменників детективів (яп. 日本推理作家協会賞, Ніхон суйрі сакка кьо: кай сьо:) та премію Сейун (яп. 星雲賞, сейун сьо) — обидві в 1974 році. Роман виявився популярним та породив кілька продовжень та наслідувань.
В роману є продовження, яка називається «Японія тоне: частина друга» (яп. 日本沈没 第二部, Ніхон тімбоцу дайнібу). Воно було написане в співавторстві з Косю Тані та опубліковано в 2006 році. Події відбуваються вже після катастрофи, яка супроводжується глобальним похолоданням через величезні хмари вулканічного попелу та пилу, що підійнялися в повітря. «Друга частина» прослідковує подальшу долю світу та розсіяних по його куточках японців.
В 1977 році З. Рахімов переклав оригінал російською; переклад було опубліковано видавництвом «Мир» під заголовком «Гибель дракона» (під драконом, що гине, йдеться про Японію, що тоне). Саме під такою назвою роман відомий і в Україні.

## Сюжет
В кінці 60-их років в Японії все частіше трапляються землетруси. Острова вулканічного походження на півдні Японського архіпелагу підриваються та тонуть. Один зі вчених, професор Тадокоро (яп. 田所博士), підозрює, що причиною цього є Тихоокеанська літосферна плита, що в районі Японських островів починає занурюватись в мантію. Тадокоро вважає, що наслідки цих процесів будуть катастрофічними для країни, яка повністю затоне протягом двох років. Причому, цей процес супроводжуватиметься сильними виверженнями вулканів.
Моряк Тошіо Онодера (яп. 小野寺俊夫), чиєю роботою є управління дослідницьким глибоководним батискафом, починає працювати в складі секретної групи дослідження дна Тихого океану вздовж Японських островів. Через деякий час з допомогою комп'ютерного моделювання отриманих даних група отримує результат: Японія затоне через 10 місяців. Влада країни вживає заходів для евакуації населення: проводить перемовини з Австралією, СРСР, Америкою та іншими країнами, просячи прийняти їх людей, вивозить найбільш цінні твори мистецтва Евакуація проходить на фоні військових протиріч, що все загострюються між світовими державами, та тектонічною активністю, що все посилюється в районі Японських островів: по всій країні відбуваються землетруси, підняття та опускання ґрунту, відчувається нестача продовольчих товарів, переривання міжрегіонального зв'язку країни, нестача палива та електрики. Під час одного з таких землетрусів гине Рейко Абе (яп. 阿部玲子), дівчина Онодери, з якою він ходів поїхати з країни до того, як катастрофа стане дуже небезпечною.
Після смерті Рейко, Онодера залишається в Японії та працює в складі різних рятувальних груп. З країни успішно евакуюються 65 зі 120 мільйонів людей до того моменту, як Японія зрештою повністю занурюється під воду, залишаючи мільйонів японців по всьому світу сиротами на чужій землі; неодноразово повторюється заклик народжувати дітей, аби таким чином відновити націю. У фіналу роману професор Тадокоро, вирішивши не евакуюватися залишається на землі, що тоне, та гине разом зі своєю країною. Онодера та дівчина Масуко, з якою він познайомився раніше, врятувалися та їдуть в невідомість через Сибір.

## Художні інтерпретації
Першим інсценуванням роману стала радіопостановка, що транслювалася по японському радіо NRN протягом пів року, з 8 жовтня 1973 р. по 5 квітня 1974 р. Початковий сценарій неодноразово змінювали, а ім'я головного героя Тошіо Онодера було змінено на Косуке. В 1980 році радіостанція NHK-FM розпочала трансляцію нового радіоспектаклю про затоплення Японії, трохи змінивши час дії, який став охоплювати 1980-і роки.
В грудні 1973 року, всього через чотири місяці за романом «Японія тоне» режисером Морітані Шіро (яп. 森谷司郎, Морітані Сіро) на студії Toho був знятий однойменний фільм. В США він вийшов в скороченому вигляду під назвою «Tidal Wave». В СРСР фільм (також в скороченому вигляді) був у прокаті під назвою «Гибель Японії».
В 1970-их років в журналі «Shonen Champion» виходила манґа «Японія тоне». Її автором був Такао Сайто. Ще одна манґа-адаптація, автором якої став Токіхіко Ісікі, виходила в журналі «Big Comic Spirits» з 2006 по 2008 рік, дія якої відбувалася у 2010-их роках.
Рімейк оригінального фільму, знятий режисером Шінджі Хіґучі (яп. 樋口真嗣, Сіндзі Хіґуті), під тою ж назвою, вийшов 15 липня 2006 року. Сюжет був трохи змінений: Тошіо Онодері було приділено набагато більше уваги, він став головним героєм, який ціною свого життя врятував залишки Японських островів від затоплення. З жовтня 1974 по березень 1975 року по японському телебаченню каналом TBS транслювався серіал, заснований на романі, що складався з 26 серій. Зрештою, він ще кілька разів повторювався різними каналами, доки не вийшов на DVD у 2001 році.
2 вересня 2006 року, менш ніж через два місяці після виходу на екрани в Японії фільму «Японія тоне», відбувалася прем'єра пародійного фільму в жанрі «чорна комедія» під назвою «Весь світ, окрім Японії, тоне» (яп. 日本以外全部沈没, Ніхон іґай дзембу тімбоцу). В ньому розглядається протилежна ситуація: Японія на деякий час залишається цілою та збереженою, але решту земель занурюються під воду, і в результаті Японія починає страждати від засилля ґайджінів (іноземців), які мільйонами прибувають в маленьку країну, підвищуючи рівень злочинності та соціальної нестабільності.
9 липня 2020 року на стрімінговому сервісі Netflix відбулася світова прем'єра 10-серійного аніме-серіалу «Загибель Японії 2020» (Nihon Chinbotsu 2020) студії Science Saru, режисером якої став Юаса Масаакі. Події аніме розгортаються на півстоліття пізніше, ніж в оригінальному романі, — у 2020-х, після Токійської Олімпіади. У центрі оповіді четверо членів сімейства Муто, які опиняються в Токіо під час землетрусу і намагаються вибратися з міста. Згодом, 13 листопада 2020 року, в японських кінотеатрах вийшла версія серіалу у вигляді фільму.

## Фон
- Політичний: зараз цей роман розглядається як важливий огляд культури Японії 1970-их років, особливо рівень її популярності.
- Геофізичний: Японія знаходиться на межі двох плит: Філіппінською та Євразійською. Це створює величезну небезпеку тектонічної, сейсмічної та вулканічної активності.